# جيل باربر
جيل باربر (بالفرنسية: Jill Barber) (و. 1980  م) هي مغنية، وعازفة الجاز، وعازفة قيثارة جاز، وكاتبة غنائية كندية، تستخدم آلات قيثارة.

## التعليم
تعلمت في جامعة كوينز.

## روابط خارجية
- جيل باربر على موقع IMDb (الإنجليزية)
- جيل باربر على موقع ميوزك برينز (الإنجليزية)
- جيل باربر على موقع أول ميوزيك (الإنجليزية)
- جيل باربر على موقع ديسكوغز (الإنجليزية)